# Communauté rurale de Ndiaffate
Ndiaffate est l’un des premiers et plus importants établissements humains du Saloum avec  
Latmingué, Mboudaye, Djilor Diognick, Ndiaffé-Ndiaffé, etc. Il fait partie des premières 
collectivités locales issues du premier Acte de la décentralisation en 1972.
La Commune de Ndiaffate, rurale et semi-urbaine est marquée par le caractère à la fois 
primaire et moderne de ses activités économiques. Avec son hinterland, elle écoule ses 
produits agricoles, pastoraux, halieutiques, forestiers, s’approvisionne en produits 
manufacturés, accède aux services bancaires, de télécommunication et autres.
Sa position stratégique de relais départemental, frontalier à celui de Foundiougne, constitue 
un atout pour les localités voisines de Passy, Ndiédieng, Keur Socé, Djilor et Latmingué. La 
Commune de Ndiaffate dépend des centres administratifs de l’Arrondissement de Ndiédieng 
dont elle relève et dont elle reste la Commune la plus vaste avec 209km2. Elle s’inscrit
administrativement dans le département de Kaolack et est limitée au Nord par la ria du 
Saloum, à l'Ouest par l'Arrondissement de Djilor, à l'Est par la Communauté Rurale de Lat 
Mingué et de Keur Socé et au Sud par les Communautés Rurales de Diossong et Ndiédieng
La communauté rurale de Ndiaffate est une communauté rurale du Sénégal située à l'ouest du pays. 
Elle fait partie de l'arrondissement de Ndiédieng, du département de Kaolack et de la région de Kaolack.